# Camillo Silvestri
Le comte Camillo Silvestri (né le 14 juin 1645 à Padoue et mort le 6 janvier 1719 à Rovigo) est un écrivain et un érudit italien.

## Biographie
Né le 14 juin 1645 à Padoue, Camillo Silvestri montre dès sa jeunesse un goût très-prononcé pour l’étude des antiquités. Il forme un riche cabinet de curiosités, qui fait l’admiration de ses compatriotes et des étrangers. Les autres circonstances de sa vie nous sont inconnues. 
Il meurt en 1719, laissant l’ouvrage suivant, vaut la réputation d’antiquaire distingué : Giuvenale e Persio spiegati con la dovuta modestia, ed illustrati con varie annotazioni, Padoue, imprimerie du séminaire, 1711, in-4° de 910 pages, avec quelques gravures dans le texte et à part ; réimprimé à Venise, 1758, 3 vol. in-8° et aussi dans le Corpus omnium veter. poet. latinor. cum versione italica, Milan, 1739, in-4°. Comme on le voit par le mot spiegati du titre, l’intention du comte Silvestri n’a pas été de donner une simple traduction, mais une interprétation ou une sorte de paraphrase de ces auteurs. Celle de Juvénal est en terza rima. Dans celle de Perse, le comte s’est affranchi de la rime, dont les entraves, dit-il, l’empêchaient d’arriver à son but. Les Italiens estiment beaucoup cette version interprétative des deux principaux satiriques latins : mais ce qu’ils estiment bien plus encore, ce sont les notes et les dissertations très-savantes qui l’accompagnent. En effet, elles contiennent une foule de remarques curieuses et intéressantes, une multitude d’éclaircissements sur des usages anciens, l’explication d’un grand nombre d’inscriptions, dont plusieurs étaient publiées pour la première fois ; etc. En un mot, c’est une mine de science et d’érudition, où les archéologues surtout ont pu et peuvent encore abondamment puiser. A l’occasion de l’édition de 1758, le Journal étranger, dans son numéro de juin 1760, a consacré près de trente pages à l’analyse de l’œuvre du comte Silvestri. On compte aussi parmi ses ouvrages la dissertation érudite In anaglyphum Graecum interpretatio..., publiée posthume à Rome, en 1720. 
Camillo Silvestri fut membre de plusieurs académies parmi lesquelles l'Académie d'Arcadie et celle des Ricovrati de Padoue.